# Marinici
Marinici è un comune della Moldavia situato nel distretto di Nisporeni di 2.599 abitanti al censimento del 2004

## Località
Il comune è formato dall'insieme delle seguenti località (popolazione 2004):
- Marinici (2.295 abitanti)
- Heleşteni (304 abitanti)